# Daniel Blin (Rennfahrer)
Daniel Blin (* 11. Oktober 2001 in Toruń) ist ein polnischer Motorradrennfahrer. Er fährt 2024 in der IDM Supersport 600.

## Statistik in der Supersport-300-Weltmeisterschaft
| Saison | Team                       | Motorrad      | Rennen | Rennen | Siege | Zweiter | Dritter | Poles | Schn. Runden | Punkte | Ergebnis |
| ------ | -------------------------- | ------------- | ------ | ------ | ----- | ------- | ------- | ----- | ------------ | ------ | -------- |
| 2017   | Wojcik FHP YART Racing     | Yamaha YZF-R3 | 1      | 1      | –     | –       | –       | –     | –            | 0      | 42.      |
| 2018   | Polish Talent              | Yamaha YZF-R3 | 2      | 6      | –     | –       | –       | –     | –            | 0      | 45.      |
| 2018   | Toth – Yart                | Yamaha YZF-R3 | 4      | 6      | –     | –       | –       | –     | –            | 0      | 45.      |
| 2019   | Terra e Moto               | Yamaha YZF-R3 | 3      | 3      | –     | –       | –       | –     | –            | 0      | 50.      |
| 2020   | Biblion Motoxracing Yamaha | Yamaha YZF-R3 | 6      | 6      | –     | –       | –       | –     | –            | 1      | 40.      |
| Gesamt | Gesamt                     | Gesamt        | 16     | 16     | 0     | 0       | 0       | 0     | 0            | 0      |          |